# Ребекка Задіг
Ребекка Задіг (англ. Rebecca Zadig; народилася 27 липня 1982) — шведська співачка.

## Кар'єра
Ребекка Задіг брала участь у кліпі Араша «Temptation». Ця пісня — більш нова версія її власної пісні «Temptation», в кліпі якої брав участь Араш (тоді ще відомий як Алекс). Лірика цих двох пісень відрізняється значно. На той час як Ребекка співає свою пісню на англійській мові, а Араш на фарсі, версія Араша — це пісня на фарсі з англійським беквокалом. Третя версія була випущена у Франції в 2009 році співаком Наджимом, за участі Араша та Ребеки, під назвою «Près de toi» (Раптово). Це — тримовний хіт, який додав французьку лірику на додаток до англійської та фарсі.
Ребекка також заспівала в піснях «Bombay Dreams» з Анілою в 2004 році, і в «Mitarsam» (фарсі варіант пісні «Suddenly») — синглах Араша.
На концертах Араша, як наприклад було на концерті «Live в Сопоті» показаному польським телебаченням, як і на інших, Ребекка співала пісні з Арашем, хоча в записаній версії пісні «Араш» соло Геленою (Helena) (яка з якихось причин не виступала тоді наживо).
Ребекка ще не випустила жодного альбому. Між концертами вона також працює в моді і розробляє дизайн спідньої білизни.

## Пісні
- «Bombay Dreams» featuring Arash and Aneela in 2004
- «Temptation» featuring Arash in 2005
- «Nagehan/Suddenly» featuring Arash]in 2006
- «Temptation» feat Alex (later known as Arash) in 2006
- «Love is in air/che hali dare» featuring Arash
- «Goodbye» AMT Remix and Original version